# Valor (ètica i ciències socials)
En ètica i ciències socials, el valor denota el grau d'importància d'alguna cosa o acció, amb l'objectiu de determinar quines són les millors accions o quina és la millor manera de viure (ètica normativa en ètica), o bé descriure la importància de les diferents accions. Els sistemes de valors són creences prospectives i prescriptives; afecten el comportament ètic d'una persona o són la base de les seves activitats intencionals. Sovint, els valors primaris són forts i els secundaris són adequats per als canvis. El que fa que una acció sigui valuosa pot dependre, al seu torn, dels valors ètics dels objectes que augmenta, disminueix o altera. Un objecte amb "valor ètic" es pot anomenar un "bé ètic o filosòfic".
Els valors es poden definir com a preferències àmplies pel que fa als cursos d'acció. Com a tal, els valors reflecteixen el sentit d'una persona del bé i del mal o el que "hauria" de ser o fer. Són exemples de valors la "igualtat de drets per a tothom", "l'excel·lència mereix admiració" i "les persones han de ser tractades amb respecte i dignitat". Els valors tendeixen a influir en les actituds i el comportament i aquests tipus inclouen valors ètics/morals, valors doctrinals/ideològics (religiosos, polítics), valors socials i valors estètics. Es debat si alguns valors que no estan clarament determinats fisiològicament, com l'altruisme, són intrínsecs, i si alguns, com els que s'adquireixen, s'han de classificar com a vicis o virtuts.

## Tipus d'estudi
Els estudis sobre els valors són objecte de l'ètica, que, al seu torn, es pot agrupar com a filosofia. De la mateixa manera, el valor ètic es pot considerar com un subgrup d'un camp més ampli de valor filosòfic que de vegades es coneix com axiologia. El valor ètic denota el grau d'importància d'alguna cosa, amb l'objectiu de determinar quina acció o vida és millor fer, o almenys intentar descriure el valor de les diferents accions.
L'estudi del valor ètic també s'inclou a la teoria del valor. A més, s'han estudiat els valors en diverses disciplines: antropologia, economia del comportament, ètica empresarial, governança corporativa, filosofia moral, ciències polítiques, psicologia social, sociologia i teologia.